# Шоте
Шоте (фр. Chautay) насеље је и општина у централној Француској у региону Центар (регион), у департману Шер која припада префектури Сент Аман Монрон.
По подацима из 2011. године у општини је живело 254 становника, а густина насељености је износила 17,23 становника/km². Општина се простире на површини од 14,74 km². Налази се на средњој надморској висини од 185 метара (максималној 213 m, а минималној 172 m).

## Демографија
| 1962. | 1968. | 1975. | 1982. | 1990. | 1999. | 2004. | 2011. |
| ----- | ----- | ----- | ----- | ----- | ----- | ----- | ----- |
| 270   | 310   | 301   | 317   | 278   | 317   | 285   | 254   |

График промене броја становника у току последњих година